# Administrativní dělení města Mostu
Město Most se dělí na osm místních částí rozdělených do 61 urbanistických obvodů tvořících základní sídelní jednotky.

## Místní části
Území města Mostu se od sedmdesátých let minulého století více než zdvojnásobilo. Důvodem byla vlna připojování území zaniklých obcí z důvodu povrchové těžby hnědého uhlí. Celkem se připojilo 7 zaniklých obcí a jedna stále existující (Vtelno).
1. 1. 1976 – Skyřice, 1. 5. 1976 – Čepirohy, 1. 7. 1976 – Dřínov, 1. 7. 1980 – Kopisty, Třebušice, Vtelno, 1. 6. 1981 – Hořany, 1. 1. 1988 – Komořany
Dnešní rozložení městských místních částí tedy kopíruje historický vývoj města a jeho okolí. Dne 31. 12. 1998 došlo ke zrušení dvou městských částí: Souš a Rudolice nad Bílinou. Podle názoru městského úřadu byly zrušeny již dávno, ale tento akt nebyl nikdy oznámen Ústřednímu věstníku ČR. Proto je toto datum nutné chápat jen jako symbolické, kdy obě městské části přestaly oficiálně existovat jako záznamy v registru.
Koncem května 2004 však došlo k předělání rozdělení města a 27. května byla městská část Souš znovuobnovena. Její území bylo ale oříznuto o urbanistický obvod Vrch Hněvín, který byl přiřazen do místní části Most. Ve stejný den také vznikly místní části Rudolice nad Bílinou a Starý Most, další dvě části zanikly. Kopisty se sloučily se Starým Mostem a Třebušice se připojily ke Komořan.
Velebudice se staly součástí města Mostu 26. 11. 1971, kdy se k městu připojila obec Skyřice. Velebudice byly součástí Skyřic od roku 1961. Souš je součástí města od roku 1921.

## Městské obvody
Most je sice statutárním městem, avšak nečlenění se na samosprávné obvody ani městské části.
V územních plánech zpracovaných po roce 1950 se však objevuje v různých verzích číslování obvodů Nového Mostu. Plán z počátku 60. let uvažoval se sedmi městskými obvody (podle plánu architekta Pokorného z padesátých let), přičemž obvody 1, 2, 3, 4 a 6 měly převážně obytný charakter, obvod 5 byl zaměřen na sport a obvod
7 měl funkci vzdělávací a rekreační, v obvodě 1 byl navržen areál nemocnice.

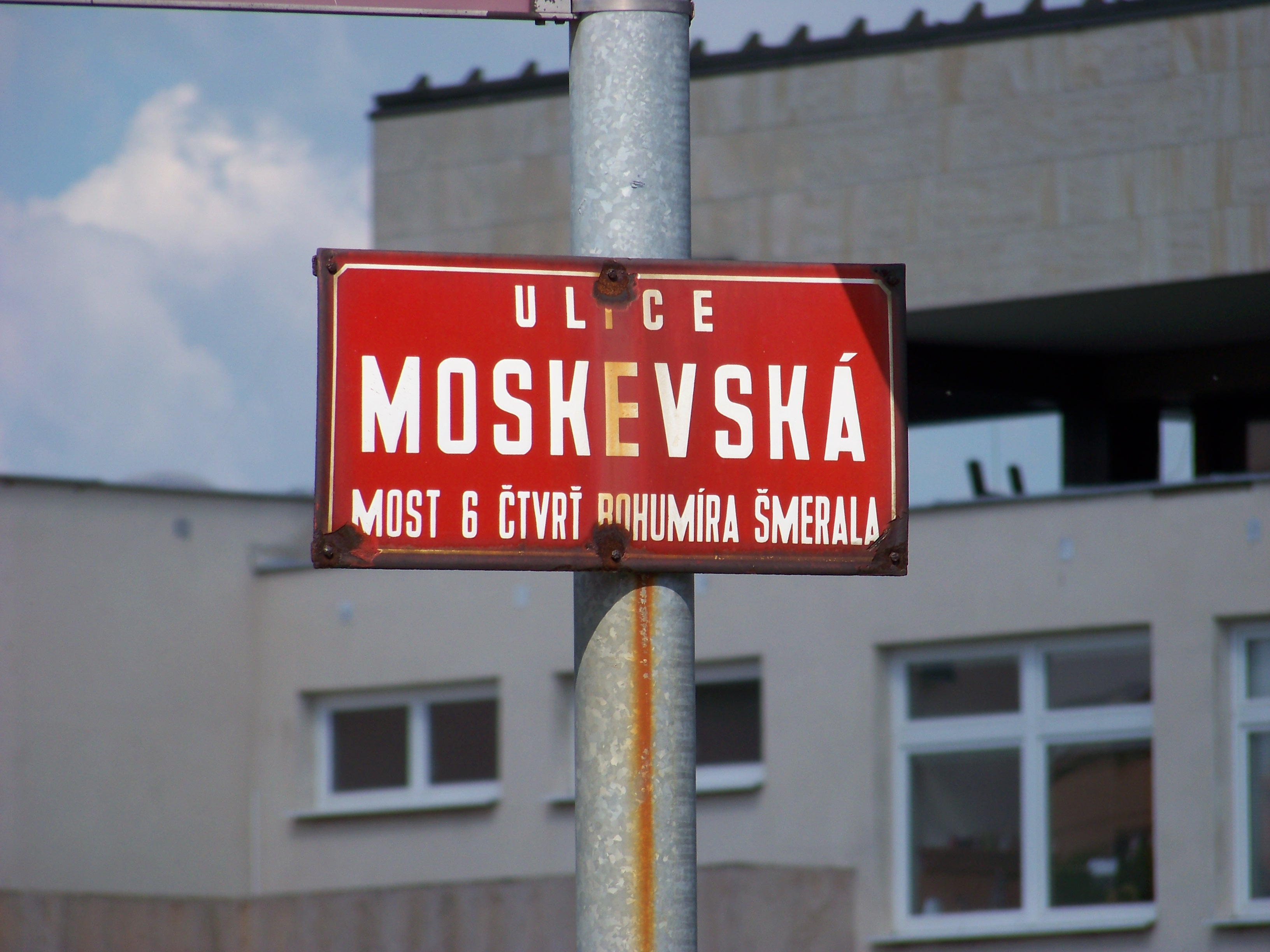
Vyznačení obvodu na tabuli s názvem ulice, foto z roku 2014

- Obvod 1: Stalingradská čtvrť (osada Zdař Bůh, čtvrť Stalingrad), dokončena z větší části na počátku 60. let, obsahuje vilky, rodinné domky, polouzavřené domovní bloky i řadové domky, občanská vybavenost byla budována do roku 1967. Dominantou obvodu je obytný věžový dům s restaurací Luna, dostavěný roku 1970, v roce 1970 začala výstavba nemocnice, bytová výstavba pokračovala v 70. letech.
- Obvod 2: Podžatecká (stovky), obytné domy ve stylu doznívajícího socialistického realismu, polouzavřené domovní bloky. Dominantu tvoří budova internátu (nyní hotel Domino) postavená v letech 1969–1970.
- Obvod 3: Podžatecká, první domy panelového typu z cihlových bloků. Dominantou je budova Báňských staveb, která byla dostavěna roku 1963. V roce 1973 byly dostavěny tři trojúhelníkové budovy zvané „sejry“, které fungovaly jako centra služeb a Dům hospodářských organizací. V letech 1974–1975 vznikl při Žatecké ulici administrativní objekt ředitelství keramických závodů.
- Obvod 4: vybudován v letech 1962–1965. Čtyřpodlažní domy byly stavěny tradičním způsobem (z cihel), 5, 7 a 11-podlažní domy panelovou technologií. Významnou stavbou je nákupní centrum Rozkvět. Byl zde vybudován také dům peněžnictví, centrum Kosmos s kinem a lidová škola umění, v letech 1972–1973 pak tržnice naproti kinu.
- Obvod 5: Severní čtvrť. Panelová sídliště ze 70. let severně od Šibeníku. V letech 1974–1977 zde vyrostla sportovní hala. Dominantou obvodu i města je adminsitrativní budova GŘ SHD. V obvodu jsou obchodní střediska Sever a Sport.
- Obvod 6: čtvrť Bohumíra Šmerala (pětistovky). Mezi Šibeníkem a Lajsníkem. Klasické panelové domy i čtyřpodlažní panelové domy v hlubokých zářezech terénu a řadové domy typu okál se sedlovými střechami. Ubytovna HOBY SHD (Hotelové bydlení Severočeských hnědouhelných dolů). Zdravotní středisko, budova okresního soudu, okresní knihovny s kinem, geodézie, lidová škola uměním budova Sboru národní bezpečnosti, dnes sídlo Policie ČR.
- Obvod 7: Zahradní čtvrť. Na vyvýšenině za vrchem Šibeník. Komplexní bytová výstavba proběhla v letech 1970–1976. Zdravotní středisko, obchodní středisko Obzor, kulturní středisko Máj (dnes divadlo Rozmanitostí). V letech 1970–1974 vybudováno koupaliště s otevřeným bazénem a vyhřívanou vodou. Školský areál (průmyslová škola z let 1979–1981)
- Obvod 8: Výsluní (šestistovky). Osmipodlažní paneláky z 1. poloviny 80. let. Obchodní a kulturní centrum Kahan v sousedství obvodů 7 a 9.
- Obvod 9: Liščí vrch (sedmistovky). Osmipodlažní paneláky z 2. poloviny 80. let. Původně plánovaná tramvajová trať sem nebyla zavedena, nedošlo ani k výstavbě plánované občanské vybavenosti. Supermarkety a obchody byly dobudovány až v nedávné době.
- Centrum města: projekt nového centra města vyhrál architekt Krejčí. V letech 1969–1971 byla postavena budova okresního výboru Komunistické strany Československa, v roce 1976 obchodní dům Prior, v letech 1974–1977 pošta, v letech 1977–1978 budova národních výborů (dnes magistrát). v letech 1979–1983 hotel Murom, v letech 1980–1984 Ústřední kulturní dům Repre, v letech 1980–1985 městské divadlo podle projektu architekta Klimeše. K výstavbě dalších původně plánovaných objektů (kino a restaurace, objekt družstev, výstavní pavilony, víceúčelové haly, okresní muzeum, památník Mostecké stávky, Dům pionýrů a mládeže) zde nedošlo. V urbanistické soutěži na dostavbu centra města z roku 1992 uspěl architekt Šimeček, v roce 1997 byl jeho plán přepracován a na konci 90. let bylo podleněj vybudován trojúhelníkové 1. náměstí, které má připomínat tvar 1. náměstí ve starém Mostě. Na náměstí byla umístěna renesanční kašna a morový sloup z 1. náměstí ve starém Mostě. V letech 2005–2006 bylo vybudováno 2. náměstí, před budovou finančního úřadu. 3. náměstí se mělo nacházet před budovou obchodního domu Prior a kulturního domu Repre.
- Chanov: panelové sídliště z let 1976–1979 pro Romy ze starého Mostu.

## Urbanistické obvody
| - 1 Ressl-západ (dříve jen Ressl) - 2 Na ovčíně - 3 Pod Širokým vrchem - 4 Široký vrch - 5 Zahražany - 6 Vrch Hněvín (dříve v části Souš) - 7 Koridor - 8 U průmyslové školy - 9 Opletalova - 10 Podžatecká-sever - 11 Nad nádražím | - 12 U stadiónu - 13 Podžatecká-jih - 14 Nemocnice - 15 U koupaliště - 16 Ressl-východ - 17 U hřbitova (dříve Pod Resslem) - 18 Most – pod nemocnicí - 19 Střed - 20 Šibeník - 21 Pod Šibeníkem - 22 Lajsník | - 23 Sídliště Chanov - 24 Liščí vrch - 25 Skřivánčí vrch - 26 Obránců míru - 27 Fibichova - 28 Čepiřožská výšina-jih - 29 Lesopark Hrabák (dříve Městské lány) - 30 Dopravní podnik - 31 Výsluní - 32 Na sadech - 33 Benedikt |

| Komořany - 1 Dřínov - 2 Ervěnice - 3 Komořany - 4 Třebušice Souš - 5 Kopistská výsypka-západ (dříve jen Kopistská výsypka) - 6 Autodrom (dříve Vrbenský) - 7 Souš - 8 Na Novém světě Starý Most - 9 Kopistská výsypka-východ | - 10 Nákladové nádraží - 11 Kopisty - 12 Konobrže - 13 Pařidla - 14 Střimice - 15 Starý Most - 16 U dolů Rudolice nad Bílinou - 17 Keřový vrch (dříve Špičák) - 18 Rudolice nad Bílinou Vtelno - 19 Vtelno | Velebudice - 20 Skyřice - 21 Velebudice - 22 Dostihové závodiště-východ - 23 Dostihové závodiště-západ Čepirohy - 24 Průmyslový obvod Bylany - 25 Čepirohy - 26 Čepirohy-západ (dříve Důl Šmeral) - 27 Slatinice - 28 Hořany |

Změny na úrovni urbanistických obvodů jsou častější než na úrovní místních částí. Od poloviny devadesátých let minulého století došlo k třem desítkám různých změn. Nejvíce změn (22) nastalo 27. května 2004 v důsledku změn ve vymezení částí města.
Základní sídelní jednotka Vrch Hněvín před sčítáním lidu roku 2001 zanikla a koncem května 2004 znovu obnovena, tentokrát byla ale odebrána místní části Souš a připojena k části Most.

## Ulice
| - Akátová - Albrechtická - Alej Boženy Němcové - Aloise Jiráska - Antonína Dvořáka - Antonína Sochora - Bankovní - Báňská - Barvířská - Bělehradská - Bohuslava Martinů - Bohuslava Vrbenského - Brigádnická - Brněnská - Bří Čapků - Čepirožská (část) - Česká - Čs. mládeže - Čsl. armády - Dělnická - Divadelní - Drobná - Družstevní - Dřínovská - Dukelská - Eduarda Basse - F. L. Čelakovského - F. L. Gassmanna - Fráni Šrámka - Františka Halase - Františka Kmocha - Františka Malíka - Františka Škroupa - Habrová - Hasičská - Hollarova - Horní - Hornická - Hořanská cesta (část) - Hradní (část) - Hraniční - Hřbitovní - Husitská - Hutnická - Chanovská - Chmelná - Chomutovská - J. A. Komenského - J. E . Purkyně - J. Š. Baara - J. V. Sládka - Jabloňová - Jakuba Arbesa - Jána Kollára - Jana Kříže - Jana Kubelíka - Jana Opletala - Jana Palacha - Jana Vrby - Jana Zajíce - Jana Žižky - Jarmily Glazarové - Jaroslava Haška - Jaroslava Ježka - Jaroslava Průchy - Jaroslava Seiferta | - Jaroslava Vrchlického - Jasmínová - Javorová - Jezerní - Jiřetínská - Jiřího Wolkera - Jiřího z Poděbrad - Jižní - Josefa Dobrovského - Josefa Hory - Josefa Lady - Josefa Mánesa - Josefa Ressla - Josefa Skupy - Josefa Suka - Josefa Ševčíka - Jožky Jabůrkové - Jugoslávská - Julia Fučíka - K Hipodromu - K Vodárně - K. H. Borovského - K. H. Máchy - K. J . Erbena - Kabátnická - Kamenná - Karla Marxe - Ke Kostelu - Ke Koupališti - Ke Skále - Ke Špičáku - Komořanská - Konstantina Biebla - Kostelní - Kovářská - Kpt. Jaroše - Krátká - 9. května - Leoše Janáčka - Lesní - Lidická - Lipová - Lomená - Ludovíta Štúra - Luční - M. G. Dobnera - M. J. Husa - 1. máje - Malá - Marie Majerové - Marie Pujmanové - Marš. Rybalka - Marš. Žukova - Maxe Švabinského - Maxima Gorkého - Mikoláše Alše - Mladé gardy - Mlýnská (část) - Moskevská - Mostecká - Na Gruntě - Na Novém světě - Na Ovčíně - Na Ressl - Na Stráni - Na Větrníku | - Na Vrátku - Na Vyhlídce - Na Výsluní - Na Výšině - Nad Benediktem - Nad Potokem - Nad Vinicí - Nádražní - nám. Svobody - nám. Velké mostecké stávky - 1. náměstí - 2. náměstí - Národního odboje - Nová Hraniční - Obchodní - Obránců míru - Okrajová - Okružní - Oldřicha Hornofa - Ořechová - Partyzánská - Pekárenská - Petra Jilemnického - Pionýrů - Pod Garáží - Pod Hněvínem - Pod Hrází - Pod Kaštany - Pod Koňským vrchem - Pod Kurty - Pod Lajsníkem - Pod Resslem - Pod Strání - Pod Studánkou - Pod Šibeníkem - Pod Širokým vrchem (část) - Pod Těžní věží - Pod Vinicí - Pod Vodojemem - Podlesí - Polní - Pražská (část) - Prokopa Diviše - Prokopa Holého - Prokopova - Průběžná - Průjezdná - Příčná - Radniční - Rekreační - Revoluční - Rozmarýnová - Rudolická - Růžová - 28. října - S. K. Neumanna - Sadová - Skyřická - Slatinická - Slepá - Slovanská - Slunečná - Spojovací - Sportovní - Stavbařů - Svatopluka Čecha | - Slovenského národního povstání - Svážná - Šeříková - Šikmá - Školní - Táboritů - Teplárenská - Teplická - Tiskařská - Topolová - tř. Budovatelů - Třebušická - Tvrzova - Tyršova - U Cáchovny - U Hřiště - U Lesíka ( část) - U Lomu - U Mariany - U Města Chersonu - U Náraziště - U Parku - U Rybníka - U Sportovní haly - U Stadionu - U Školy - U Špejcharu - U Věžových domů - Úpadní - Uzounká - V Břízách - V Dolíku - V Kopečku - V Luhu - V Rokli - V Sadech - V Zahrádkách - V Zátiší - V. K. Klicpery - Václava Řezáče - Václava Talicha - Ve Dvoře - Ve Strži - Velebudická - Větrná - Vinohradská - Višňová - Víta Nejedlého - Vítězslava Hálka - Vítězslava Nezvala - Vladimíra Majakovského - Vladislava Vančury - Vtelenská - W. A. Mozarta - Za Špačkárnou - Za Zámeckým dvorem - Zahrádkářská - Zahradní - Zahražanská - Zdeňka Fibicha - Zdeňka Štěpánka - Zlatnická - Žatecká - Železná - Železničářů - Židovická |

| - Hořanská cesta (část) - Hradní (část) - Hraniční - Josefa Mánesa | - 9. května - Na Novém světě - Národního odboje - Nová Hraniční | - Oldřicha Hornofa - Pod Hněvínem - Pod Strání | - Pod Širokým vrchem - 28. října - Tvrzova |

| - Akátová - Drobná - Habrová - Hasičská - Jabloňová | - Ke Kostelu - Luční - Mostecká - Na Gruntě - Nad Potokem | - Ořechová - Pod Hrází - Pod Vodojemem - Pražská (část) - Příčná | - U Mariany - U Špejcharu - V Kopečku - Židovická |

| - Čepirožská (část) - Dělnická - K Hipodromu | - Obchodní - Pekárenská - Pražská (část) | - Skyřická - Stavbařů | - Tiskařská - U Lesíka (část) |

| - Čepirožská (část) - Pod Kaštany | - Pod Vinicí - Sadová | - U Hřiště - U Lesíka (část) | - U Rybníka - Žatecká (část) |

| - K Vodárně - Ke Skále | - Ke Špičáku - Mlýnská | - Na Výšině - nám. Svobody | - Školní |

| - Dřínovská | - Jiřetínská | - Teplárenská | - Třebušická |

| - Hřbitovní | - Kostelní | - Železničářů |